# Herajärvi (sjö i Södra Karelen, lat 60,93, long 27,43)
Herajärvi är en sjö i Finland. Den ligger i kommunen Luumäki i landskapet Södra Karelen, i den södra delen av landet, 160 km nordost om huvudstaden Helsingfors. Herajärvi ligger 75,3 meter över havet. I omgivningarna runt Herajärvi växer i huvudsak barrskog. Arean är 1,92 kvadratkilometer och strandlinjen är 10,04 kilometer lång. Sjön  ingår i Kymmene älvs huvudavrinningsområde. 